# Paese di Cuccagna

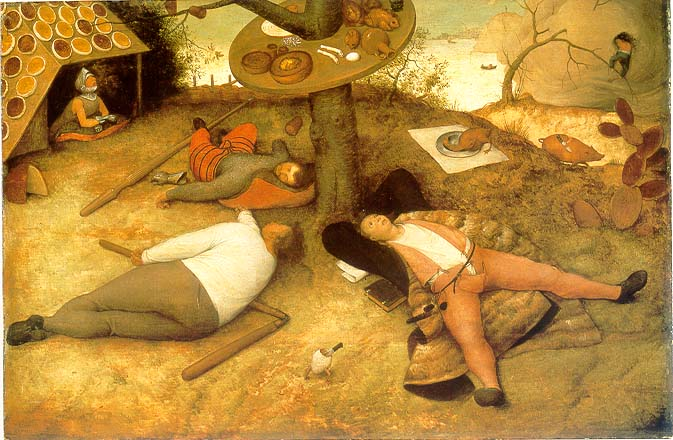
Bruegel il Vecchio, Il Paese della cuccagna, 1567

Il paese di Cuccagna è un luogo ideale, ricordato in molti testi di ogni epoca, nel quale il benessere, l'abbondanza e il piacere sono alla portata di tutti.

## Etimologia
Il termine Cuccagna deriva dal provenzale cocanha (cfr. antico francese cocagne) e questo dal gotico *𐌺𐍉𐌺𐌰 *kōka ("torta" cfr. tedesco Kuchen, inglese cake), voce diffusa anche in ambito romanzo (guascone coco, catalano coca).

## I luoghi dell'abbondanza
Esempio di un simile paese, anche se non indicato con questo nome, lo si trova già nella commedia greca i "Minatori" dove Ferecrate, commediografo del V secolo a.C., nel descrivere la vita felice dei morti, accenna ad un paese che si trova negli inferi dove ci sono "fiumi pieni di polenta e di brodo nero"
Un altro esempio lo si può trovare nel paese di Bengodi descritto da Boccaccio nella III novella dell'ottava giornata del Decameron dove "si legano le vigne con le salsicce, ed avevasi un'oca a denaio ed un papero giunta; ed eravi una montagna tutta di formaggio parmigiano grattugiato, sopra la quale stavan genti che niuna altra cosa facevan che far maccheroni e raviuoli e cuocergli in brodo di capponi"
Un altro romanzo che presenta la citazione del paese di cuccagna è I promessi sposi di Alessandro Manzoni:
(Alessandro Manzoni, I promessi sposi, Capitolo XI)

## Letteratura
Descrizioni del Paese di Cuccagna si possono già trovare nella letteratura greca. Nel V secolo a.C. il commediografo Ferecrate descrive nell’opera “I Minatori” un paese che si trova negli inferi dove ci sono "fiumi pieni di polenta e di brodo nero”. Nella sua Storia Vera (II secolo d.C.), invece, Luciano di Samosata descrive una città tutta d’oro, cinta da un muro di smeraldo, dove le spighe recano pani invece dei chicchi, e non esiste la vecchiaia. In un trattatello di origine greca (IV secolo), tradotto poi in latino nel VI secolo, dal titolo Expositio totius mundi, si descrive un paese dove non esistono malattie e la popolazione si nutre di miele e pani che cadono dal cielo. 
Nel Medioevo il paese di Cuccagna compare in un poemetto, Unibos, risalente al X secolo. Per disfarsi di tre suoi persecutori il contadino 
li convince dell’esistenza di un paese pieno di qualsiasi gioia che giace sul fondo del mare; i tre si precipitano in acqua e così il protagonista si libera di loro.
Ma è in un fabliau del XIII secolo che il paese di Cuccagna viene nominato con questo nome, nel Li fabliau de Coquigne, dove l’autore racconta di essere andato in penitenza dal papa, che in seguito l’avrebbe mandato al paese di Cuccagna. 
Un’altra occorrenza di questo topos la si può trovare nel paese di Bengodi descritto da Boccaccio nella III novella dell'ottava giornata del Decameron (XIV secolo) dove "si legano le vigne con le salsicce, ed avevasi un'oca a denaio ed un papero giunta; ed eravi una montagna tutta di formaggio parmigiano grattugiato, sopra la quale stavan genti che niuna altra cosa facevan che far maccheroni e raviuoli e cuocergli in brodo di capponi"[4]
Altre opere che trattano il Paese di Cuccagna sono La nave dei folli di Sebastian Brant del 1494, il paso "La tierra de Jauja" di Lope de Rueda del Cinquecento, Das Schlaraffenland di Hans Sachs del 1530, Le Roy de Cocagne di Marc-Antoine Le Grand del 1719.
Tra le descrizioni più complete del Paese di Cuccagna fatte da autori italiani si ricorda la Historia nuova della città di Cuccagna, scritta alla fine del Quattrocento da Alessandro da Siena, dove con grande efficacia vengono descritti tutte le raffinatezze di un paese ricco di meraviglie del palato e anche di piaceri differenti.
Diffusa in Italia, soprattutto nel Cinquecento e in seguito edita in diverse edizioni a partire dal 1518 e anche nei secoli seguenti, è la Storia di Capriano contadino, di autore anonimo e di carattere popolare, dove oltre alla gioia di godere di ogni ben di Dio, esiste anche la possibilità di stare con belle e servizievoli fanciulle.
Un'altra opera dove il Paese di Cuccagna è rappresentato in modo assai efficace è il Baldus di Teofilo Folengo, sempre del Cinquecento, che prende spunto da alcuni passi del Decamerone di Boccaccio.
Altra singolare descrizione si trova in un poemetto pubblicato nel 1538 a Parigi dal titolo Il discepolo di Pantagruele che segue i modelli dei romanzi di Rabelais anticipando il Quarto libro di questo autore che vedrà la luce circa dieci anni dopo.
Ancora una descrizione, con dettagli maggiori, si trova nel poemetto anonimo pubblicato a Siena nel 1581 dal titolo Capitolo di Cuccagna dove tutto è piacevole e la vita trascorre mangiando e dormendo a volontà, dove tutti possono vivere beatamente senza padroni e senza distinzioni di classe e senza lavorare.
In Piazza universale di tutte le professioni e i mestieri, Tommaso Garzoni, sempre nel '500, ci presenta il Paese di Cuccagna come una storia inventata che i viaggiatori raccontano ai creduloni per rendere più avvincenti i loro racconti di viaggio.
Nel Seicento, Francesco De Lemene ricorda il Paese di Cuccagna nel suo poema burlesco intitolato Della discendenza e nobiltà dei maccaroni agganciandosi alla figura della Musa che deve essere testimone del suo narrare e che è impegnata sul monte di Cuccagna per la preparazione di cibi molto ghiotti.
Nella seconda metà del Seicento Ippolito Neri, nel suo poema eroicomico intitolato La presa di Sanmiato, in mezzo a tanti eventi pseudostorici e fiabeschi, lascia uno spazio al Paese di Cuccagna che, come da tradizione, appare sede di delizia sia per il palato che per il ventre.
Nel Settecento si può ricordare il Trionfo di Cuccagna di Martine Boiteux di Lucca che, rifacendosi alla tradizione popolare, riprende i temi precedentemente elaborati.
Nell'Ottocento, Heinrich Heine, nel Libro dei Canti, nel Lied n.66 del ciclo "Il ritorno", improvvisa una fantasia burlesca intitolata "Io sto sognando d'essere il buon Dio" dove descrive un'abbondanza tale da far perdere al poeta il senso della sua limitatezza umana.
Una Cuccagna, ibridata con tutta l’estetica carnevalesca del “mondo alla rovescia” è presente nelle fiabe dei Fratelli Grimm (1812-22). 
Un altro romanzo che presenta la citazione del paese di cuccagna è I promessi sposi di Alessandro Manzoni:
| «Ma dopo pochi altri passi, arrivato a fianco della colonna, vide appiè di quella, qualcosa di più strano; vide sugli scalini del piedistallo certe cose sparse, che certamente non eran ciottoli, e se fossero state sul banco d'un fornaio, non si sarebbe esitato un momento a chiamarle pani. Ma Renzo non ardiva creder così presto a' suoi occhi; perché, diamine! non era luogo da pani quello. — Vediamo un po' che affare è questo — disse ancora tra sé; andò verso la colonna, si chinò, ne raccolse uno: era veramente pan tondo, bianchissimo, di quelli che Renzo non era solito mangiarne che nelle solennità. — È pane davvero! — disse ad alta voce; tanta era la sua maraviglia: — così lo seminano in questo paese? In quest'anno? e non si scomodano neppure per raccoglierlo, quando cade? che sia il paese di cuccagna questo? —…» Alessandro Manzoni, I Promessi sposi, capitolo XI |

Nel 1859 è Il'ja Il'ič Oblomov, protagonista dell'omonimo romanzo di Gončarov, a sperimentare in sogno un viaggio nella realtà idilliaca di Oblomovka. Questo piccolo villaggio russo, in una visione onirica, viene descritto dalle parole di Gončarov come un paradiso perduto in cui non esiste morte né sofferenza, bensì serenità ed abbondanza di cibo. Ad Oblomovka l'uomo vive a contatto e in armonia con la natura, identificandosi con essa. In questo sogno risuona l'eco nostalgico di un passato ormai perduto, che affonda le radici in un'ideale e perfetta società patriarcale russa.
Collodi, invece, nel suo Le avventure di Pinocchio (1883) cala il topos del Paese di Cuccagna in una narrazione orientata moralisticamente. Il Paese dei balocchi è una Cuccagna che appiattisce e degrada i ragazzi trasformandoli in asini.
Nel 1890 Matilde Serao pubblica un romanzo intitolato Il paese di Cuccagna nel quale descrive con grande precisione la vita dei napoletani che cerca di cogliere nelle loro passioni e abitudini soprattutto mettendo in risalto l'atmosfera caotica e allegra della città, simile al paese di cuccagna esaltato dalla tradizione.
Nel Novecento, nel romanzo Nel paese di Cuccagna (titolo originale Schlaraffenland) Heinrich Mann descrive la corruzione della città di Berlino e individua nel clima amorale del palazzo del banchiere di Turckheimer, il Paese di Cuccagna.
Il Paese di Cuccagna viene ancora rappresentato nel Novecento da James Branch Cabell nel romanzo Jurgen. Il protagonista compirà in questo Paese immaginario un viaggio della durata di un anno con la compagnia di Anaitis, la Dama del Lago, e si renderà conto della piccolezza dell'uomo di fronte al flusso del tempo e dell'infinito.

## Collocazione
La tradizione è imprecisa riguardo alla collocazione del Paese di Cuccagna. Nel Cane di Diogene di Francesco Fulvio Frugoni (1687) si troverebbe su un'isola al largo del mare della Broda,«involta di nebbia candida che sembrava ricotta molle […] I fiumi vi corron di latte, i fonti scaturisconvi di moscardello, di malvagia, d’amabibl e di garganico. I monti son di cascio, e le valli di mascarpa. Gli alberi fruttano marzolini e mortadele. Quando vi tempesta i confetti son grandini; qualora vi piove diluviano gli intingoli». 
Secondo il Boccaccio, invece, la terra di Bengodi, della quale Maso, nel Decamerone, narra le meraviglie a Calandrino, si troverebbe lontana più di millanta miglia da Firenze e sarebbe una contrada di Berlinzone, in «Terra de' Baschi».
Nel dramma religioso tedesco Schlaraffenland, il paese si troverebbe tra Vienna e Praga.
Nella Historia nuova della città di Cuccagna di Alessandro da Siena, si racconta che per raggiungere il Paese di Cuccagna il viaggiatore dovrà navigare per ventotto mesi in mare e poi procedere a terra per altri tre mesi. 
Teofilo Folengo colloca il Paese «in qualche cantone remoto della terra».

## Il Paese di Cuccagna nelle arti decorative
Anche nelle arti figurative il Paese di Cuccagna viene rappresentato, attraverso le stampe settecentesche, come un paese di delizie come nella stampa intitolata La Coccagna Nuova, trovata nella Porcolandia l'anno 1703 da Seigaffo o nell'opera di un anonimo del XVII secolo intitolata La Cuccagna, descrizione del paese di Cuccagna dove chi più dorme più guadagna e, tra le rappresentazioni più famose fuori dall'Italia, è da ricordare il dipinto intitolato Paese della cuccagna di Pieter Bruegel il Vecchio.
La Cuccagna, è anche un gioco popolare a San Quirino, in provincia di Pordenone, che si svolge durante il mese di ottobre, in occasione della Madonna della Salute.